# Maurizio Bonuglia
Maurizio Bonuglia (Roma, 1943) è un attore e regista italiano.

## Biografia
Esordisce negli anni sessanta interpretando alcuni episodi di Carosello.
Tra gli anni sessanta e settanta partecipa come attore a una ventina di lungometraggi di genere italiani, come Splendori e miserie di Madame Royale di Vittorio Caprioli (1970) e Il profumo della signora in nero di Francesco Barilli (1974).
Negli anni ottanta partecipa a due film interpretati dall'attore americano Fred Williamson (il quale firma anche la regia, in realtà del produttore Pierluigi Ciriaci) e poi si dedica alla regia della seconda unità di alcuni action di produzione italiana, come Delta Force Commando (1987), diretti da Ciriaci con lo pseudonimo di "Frank Valenti".
Nel 1997 esordisce alla regia con Notti di paura, un film di spionaggio di produzione italo-russa.

## Filmografia

### Attore

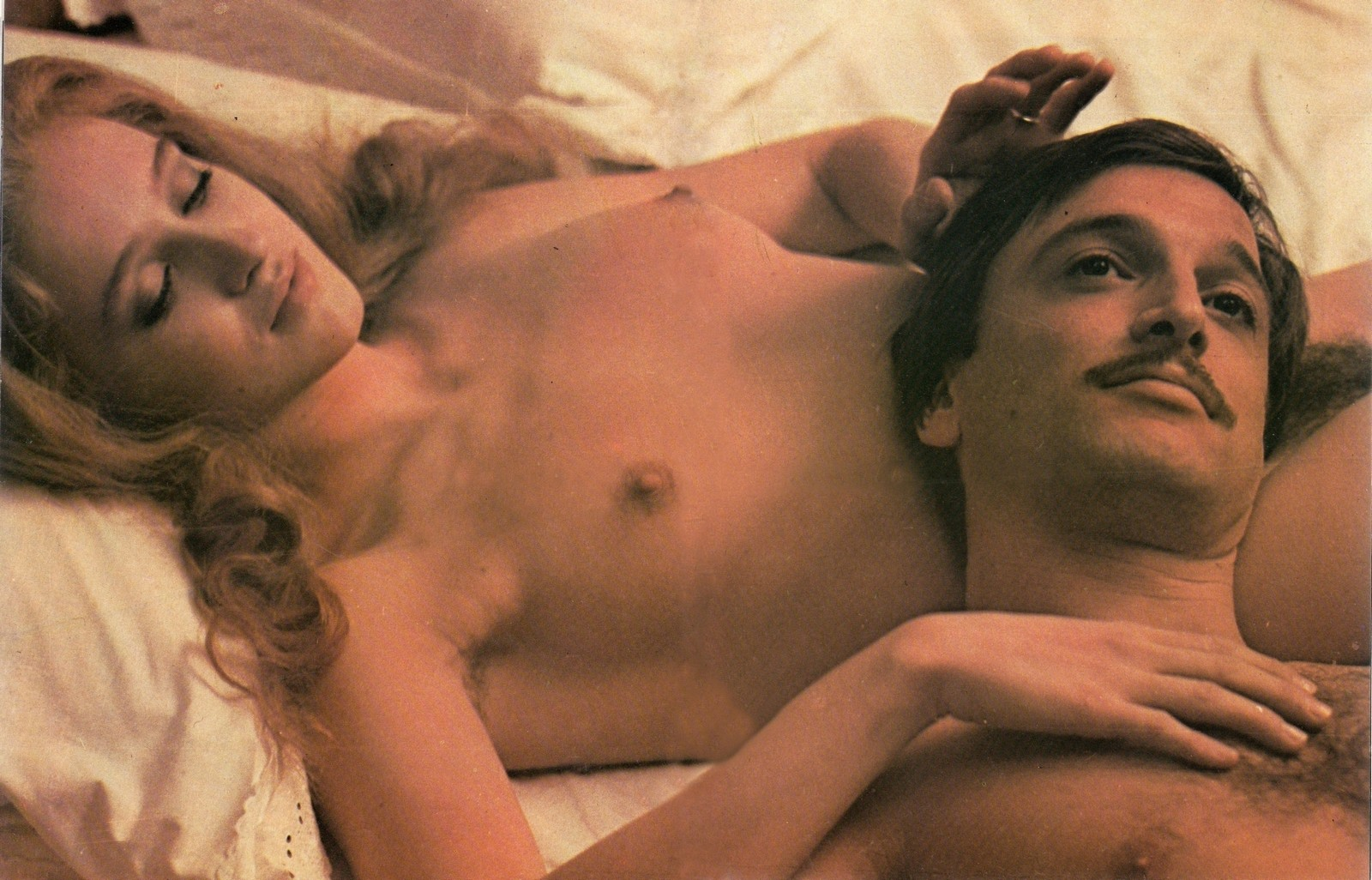
Maurizio Bonuglia ed Eleonora Giorgi ne Il bacio (1974)

- Trio, regia di Gianfranco Mingozzi (1967)
- Calma ragazze, oggi mi sposo (Le Gendarme se marie), regia di Jean Girault (1968)
- I protagonisti, regia di Marcello Fondato (1968)
- Top Sensation, regia di Ottavio Alessi (1968)
- Un detective, regia di Romolo Guerrieri (1969)
- Yellow - Le cugine, regia di Gianfranco Baldanello (1969)
- La taglia è tua... l'uomo l'ammazzo io!, regia di Edoardo Mulargia (1969)
- Cerca di capirmi, regia di Mariano Laurenti (1970)
- Le Mans - Scorciatoia per l'inferno, regia di Osvaldo Civirani (1970)
- Splendori e miserie di Madame Royale, regia di Vittorio Caprioli (1970)
- Mazzabubù... Quante corna stanno quaggiù?, regia di Mariano Laurenti (1970)
- Giornata nera per l'ariete, regia di Luigi Bazzoni (1971)
- La volpe dalla coda di velluto, regia di José María Forqué (1972)
- L'arma l'ora il movente, regia di Francesco Mazzei (1972)
- Ludwig, regia di Luchino Visconti (1973)
- Blu Gang - E vissero per sempre felici e ammazzati, regia di Luigi Bazzoni (1973)
- Sepolta viva, regia di Aldo Lado (1973)
- Il profumo della signora in nero, regia di Francesco Barilli (1974)
- Identikit, regia di Giuseppe Patroni Griffi (1974)
- Il bacio, regia di Mario Lanfranchi (1974)
- Nipoti miei diletti, regia di Franco Rossetti (1974)
- La nuora giovane, regia di Luigi Russo (1975)
- Natale in casa d'appuntamento, regia di Armando Nannuzzi (1976)
- Bordella, regia di Pupi Avati (1976)
- Sturmtruppen, regia di Salvatore Samperi (1976)
- Fox Trap, regia di Pierluigi Ciriaci (1985)
- The Messenger, regia di Pierluigi Ciriaci (1986)

### Regista
- Notti di paura (1997) - anche sceneggiatore

### Regista della seconda unità
- Delta Force Commando, regia di Pierluigi Ciriaci (1978)
- Afganistan - The Last War Bus, regia di Pierluigi Ciriaci (1989)
- Soldier of Fortune (Soldato di ventura), regia di Pierluigi Ciriaci (1990)

## Doppiatori italiani
- Massimo Turci in Giotnata nera per l'ariete, Il bacio
- Giacomo Piperno in Top Sensation
- Carlo Sabatini in La taglia è tua... l'uomo l'ammazzo io!
- Cesare Barbetti in Le Mans - Scorciatoia per l'inferno
- Renato Izzo in Sepolta viva
- Michele Gammino in Il profumo della signora in nero